# برلمان من مجلسين

برلمان بغرفتين.
برلمان بغرفة واحدة.
دول بدون برلمان.

في الحكومة، النظام التشريعي الثنائي يعني وجود مجلسين أو غرفتين تشريعيتين اثنتين. يتمييز مجلس البرلمان عن المجلس الواحد بأن جميع الأعضاء يصوتون كمجموعة واحدة، ويتطلب النظام التشريعي الثنائي موافقة أغلبية المجلسين المتزامنة لتمرير أي تشريع. هناك بعض الهيئات التشريعية التي لديها ثلاث جمعيات أو غرف منفصلة أو منازل منفصلة أو أكثر. اعتبارا من عام 2015، أقل من نصف الهيئات التشريعية الوطنية في العالم هي مجلسين. يتكون البرلمان من مجلسين أعلى وأدنى، أعضاء البرلمان يتم انتخابهم وتختلف طرق الانتخاب من دولة إلى أخرى.
يتطلب سن تشريع أو قانون جديد موافقة متزامنة من كلا المجلسين، عندما يحدث موافقة كلا المجلسين بنسب متساوية يسمى ذلك ثنائية مثالية. النظام التشريعي الثنائي أساسي في تعريف ميزات المفهوم التقليدي للحكومة مختلطة.

## تاريخ البرلمانات من مجلسين
غالبًا ما يُشار إلى البرلمان البريطاني باسم «أم البرلمانات» (في الواقع هذا اقتباس خاطئ من جون برايت، الذي قال في عام 1865 إن «إنجلترا هي أم البرلمانات») لأن البرلمان البريطاني كان نموذجًا لمعظم الأنظمة البرلمانية الأخرى، وقد أنشأت قوانينه العديد من البرلمانات الأخرى. ويمكن تتبع أصول النظام الثنائي البريطاني إلى عام 1341، عندما اجتمع مجلس العموم بشكل منفصل عن النبلاء ورجال الدين لأول مرة، وهو ما أدى إلى إنشاء ما كان في الواقع مجلسًا أعلى ومجلسًا أدنى، مع وضع الفرسان والبرجوازيين في المجلس الأخير. وأصبح المجلس الأعلى يُعرف باسم مجلس اللوردات منذ عام 1544 فصاعدًا، وأصبح المجلس الأدنى يُعرف باسم مجلس العموم، والمعروفين معًا باسم مجالس البرلمان.
لقد قلدت العديد من الدول التي لديها برلمانات إلى حد ما النموذج البريطاني «الثلاثي الطبقات». وقد نظمت أغلب الدول في أوروبا والكومنولث برلمانات مماثلة برئيس دولة شرفى إلى حد كبير يفتتح البرلمان ويغلقه رسميًا، ومجلس أدنى منتخب كبير، و(على عكس بريطانيا) مجلس أعلى أصغر.
فضل الآباء المؤسسون للولايات المتحدة برلمانًا من مجلسين. وكانت الفكرة أن يكون مجلس الشيوخ أكثر ثراءً وحكمة. لكن بنجامين راش أشار إلى أن «هذا النوع من السيادة يرتبط دائمًا بالثراء». وجرى إنشاء مجلس الشيوخ ليكون قوة استقرار، وليس منتخبًا من قبل الناخبين، ولكن يُختار من قبل المشرعين في الولاية. ويكون أعضاء مجلس الشيوخ أكثر دراية وتأنٍ - كنوع من النبلاء الجمهوريين - ومواجهين لما رآه جيمس ماديسون على أنه «التقلب والعاطفة» التي يمكن أن تستحوذ على مجلس النواب.
وأشار ماديسون إلى أن «استخدام مجلس الشيوخ يتلخص في العمل ببرود أكبر ونظام أكثر وحكمة أعمق من الفرع الشعبي». وقد دفعت حجة ماديسون المؤسسين إلى منح مجلس الشيوخ صلاحيات في السياسة الخارجية، وهي المنطقة التي اعتُبر فيها الثبات والتقدير والحذر مهمين بشكل خاص. واختار المشرعون في الولايات مجلس الشيوخ، وكان على أعضاء مجلس الشيوخ أن يكونوا أصحاب أملاك كثيرة ليُعتبروا جديرين وعاقلين بما يكفي لهذا المنصب. وفي عام 1913 جرى تمرير التعديل السابع عشر لدستور الولايات المتحدة، والذي نص على اختيار أعضاء مجلس الشيوخ بالتصويت الشعبي بدلًا من الهيئات التشريعية للولايات.
كجزء من التسوية الكبرى ابتكر الآباء المؤسسون مبررًا جديدًا للبرلمان ذي المجلسين، إذ كان لمجلس الشيوخ عدد متساوٍ من المندوبين لكل ولاية، وكان لمجلس النواب ممثلون حسب عدد السكان النسبي.

## الأساس المنطقي للبرلمان من مجلسين والنقد
قد تتمكن مصلحة شريرة هائلة من الحصول على السيطرة الكاملة على مجلس مهيمن بمحض الصدفة وللحظة، لذا فمن المفيد للغاية أن يكون هناك مجلس ثانٍ من نوع معاكس، ومكون بشكل مختلف، حيث من المرجح ألا تحكم تلك المصلحة.

- والتر باغوت، «الدستور الإنجليزي»، في نورمان سانت جون ستيفاس، المحرر، الأعمال الكاملة لوالتر باغوت، لندن، الإيكونوميست، المجلد 5، ص 273-274.
غالبًا ما تبنت الدول الفيدرالية هذا النظام باعتباره حلًا وسطًا بين السلطة القائمة التي تتمتع بها كل ولاية أو إقليم بالتساوي وهيئة تشريعية أكثر ديمقراطية وتناسبية. وبالنسبة للدول التي تفكر في ترتيب دستوري مختلف قد يحول السلطة إلى مجموعات جديدة، يمكن أن تطالب المجموعات المهيمنة حاليًا بنظام برلمان من مجلسين والذي من شأنه أن يمنع أي تحول هيكلي (مثل الدكتاتوريات العسكرية والأرستقراطيات).
إن الوعي المتزايد بتعقيد مفهوم التمثيل والطبيعة المتعددة الوظائف للهيئات التشريعية الحديثة قد يوفر مبررات جديدة ناشئة للمجالس الثانية، على الرغم من أن هذه المؤسسات تظل عمومًا محل نزاع بطرق لا تخضع لها المجالس الأولى. ومن الأمثلة على الجدل السياسي بشأن المجلس الثاني المناقشة حول صلاحيات مجلس الشيوخ في كندا أو انتخاب مجلس الشيوخ في فرنسا. ونتيجة لذلك كان اتجاه الهيئات التشريعية ذات المجلسين نحو الانخفاض لبعض الوقت مع اعتبار الهيئات التشريعية أحادية المجلس والنسبية أكثر ديمقراطية وفعالية.
وتختلف العلاقة بين المجلسين: في بعض الحالات يتمتعان بسلطة متساوية، بينما في حالات أخرى يكون أحد المجلسين (المجلس الأدنى المنتخب مباشرة مع التمثيل النسبي) متفوقًا بوضوح في صلاحياته. ويميل الأول إلى أن يتواجد في الأنظمة الفيدرالية والأنظمة التي تمتلك حكومات رئاسية. ويميل الثاني إلى التواجد في الدول الوحدوية ذات الأنظمة البرلمانية. وهناك تياران من الفكر: يعتقد المنتقدون أن نظام البرلمان من مجلسين يجعل تحقيق الإصلاحات السياسية ذات المغزى أكثر صعوبة ويزيد من خطر الجمود، وخاصة في الحالات التي يتمتع فيها كل من المجلسين بسلطات مماثلة، بينما يزعم المؤيدون أن هناك العديد من المزايا «الضوابط والتوازنات» التي يوفرها نموذج المجلسين، والتي يعتقدون أنها تساعد في منع التشريعات غير المدروسة.

## التواصل بين المجلسين
يتم التواصل الرسمي بين المجلسين من خلال طرق مختلفة، مثل:
إرسال الرسائل
الإشعارات الرسمية، مثل القرارات أو تمرير مشاريع القوانين، والتي تكون عادةً كتابية، عن طريق كاتب ومتحدث كل مجلس.
التمرير
لمشاريع القوانين أو تعديلات مشاريع القوانين التي تتطلب موافقة المجلس الآخر.
الجلسة المشتركة
جلسة عامة لكلا المجلسين في نفس الوقت والمكان.
اللجان المشتركة
والتي قد تُشكل من قبل لجان كل مجلس والتي توافق على الانضمام، أو بقرار مشترك لكل مجلس. ولدى الكونغرس الأمريكي لجان مؤتمرات لحل التناقضات بين إصدارات مجلس النواب ومجلس الشيوخ لمشروع قانون، على غرار «المؤتمرات» في برلمانات وستمنستر.